# Permi járás

A Permi járás a Permi határterületen

A Permi járás (oroszul Пермский район) Oroszország egyik járása a Permi határterületen. Székhelye Perm.

## Népesség
- 1989-ben 90 297 lakosa volt.
- 2002-ben 91 676 lakosa volt, melynek 86,8%-a orosz, 4,7%-a tatár, 2,8%-a komi-permják nemzetiségű.
- 2010-ben 103 444 lakosa volt, melyből 89 915 orosz, 4 436 tatár, 1 978 komi, 1 163 baskír, 1 019 udmurt, 517 ukrán, 469 örmény, 297 tadzsik, 215 fehérorosz, 193 német, 167 csuvas, 151 üzbég, 117 azeri stb.